# フキンシンちゃん
『フキンシンちゃん』は、長嶋有による日本の漫画作品。漫画制作ソフト「コミPo!」を用いて執筆され、ウェブコミック配信サイト『ぽこぽこ』（太田出版）、後に『WEBコミック EDEN』（マッグガーデン）で連載された。単行本は2012年4月14日発売。のちに『美術手帖』2014年8月号に番外編（「帰ってきたフキ子ちゃん」の巻）が掲載され、『小説の家』（2016年7月刊、福永信編）に収録された。
ブルボン小林のペンネームで漫画評論や漫画賞の審査員も務める著者の商業漫画デビュー作で、芥川賞作家による漫画作品として、また「コミPo!」を使用した商業作品の一つとして注目された。
「フキンシンちゃん」こと不謹慎な女子高生蕗山フキ子と友人の君尾ミル子を中心に日常を描く学園ギャグ漫画だが、終盤にはややシリアスな展開になる。様々な漫画作品や漫画という形式自体に対するオマージュやパロディも数多く含まれている。

## あらすじ
女子高生の君尾ミル子はクラスメイトの蕗山フキ子が不謹慎なネタを口にすることに気がつき、彼女の言葉をネットで検索するのが日課になる。ミル子とフキ子は友人たちとともに高校生活を送るが、金持ちの男子豪浴寺がミル子を我が物にしようと、漫画家であるミル子の父の連載を圧力をかけて打ち切らせる。
経済的に立ちいかなくなったミル子は転校することになり、同時にフキ子も行方不明となる。しかし、実はフキ子の正体はスパイであり、彼女の活躍で豪浴寺の企業は買収され、ミル子は転校せずにすむ。使命を果たしたフキ子は、盗撮した思い出の写真だけを残して、人知れずミル子たちの前から姿を消す。

## 登場人物
蕗山フキ子
主人公。髪の色は紫。三拍子を「クー・クラックス・クラン」のリズムで取る、命日に詳しいなど不謹慎な女子。その正体は巨悪の不正を暴くために特務機関から派遣されたスパイだが、詳細は作中では不明なまま。番外編では再びミル子の元に戻ってくる。
Twitterで作者が「フキンシンちゃんメモ」という題で一言ネタをつぶやいていたのが元となって生まれたキャラクター。タイトルの通り「フキンシンちゃん」と呼ばれるのは終盤の「作者」との対話でのみ。
後に長嶋有の小説『問いのない答え』で登場人物の一人として再登場する。
君尾ミル子
本作の視点人物。髪の色はオレンジ。フキ子の不謹慎な単語を検索するのが日課。父は売れない漫画家で母とは死別している。
脇坂さん
ミル子の友達。髪の色は緑。アダ名は「ワッキー」。元気で芸能好きな女子。
薬師丸さん
ミル子の友達。髪の色は黒。アダ名は「ヤクちゃん」。無邪気だが天然でどこか危なっかしい女子。父はラブホテルを経営している。
竹畑
生徒会副会長の男子。説明的な話し方をする。
豪浴寺
名門豪浴寺一族の跡取り息子、校内一のお金持ちの男子。ミル子を困窮させた後、援助して恩を売ろうとする。
ルース先生
英語教師の女性。謎が多いが、最終話でフキ子と同じ組織の味方であることが明らかになる。

## 登場する実在の固有名詞
長嶋有の他小説作品と同様、膨大な実在の固有名詞が登場する。
- 丹下左膳 - 長嶋有の短編に「丹下」がある。
- 白痴 - 作中で『もし高校野球の女子マネージャーがドストエフスキーの「白痴」を読んだら』というパロディがある。
- カジモド
- 忌野清志郎
- 実話ナックルズ
- 市橋達也
- スーパーフリー

## 書誌情報
- 長嶋有『フキンシンちゃん』マッグガーデン
  - 2012年4月14日発売、ISBN 978-4-86127-987-4